# Перепетовское поле
Перепетовское поле, также Перепетово — упоминаемая впервые под 1150 годом в Ипатьевской летописи местность Киевской области (ныне Белоцерковецкая степь); простирается от города Белая Церковь к Стугне и от города Фастова к селу Мировке. У Рутского озера, находящегося в центре Перепетовского поля, проходили кровопролитные битвы князя Юрия Владимировича Долгорукого с князем Изяславом Мстиславичем в 1151 году и князя Михалка Юрьевича с половцами в 1172 году. Находящиеся на Перепетовском поле два кургана носят название Перепет и Перепетиха; по народному преданию, под этими курганами похоронены князь Перепет и жена его Перепетиха, убившая нечаянно мужа, а потом, с горя, и себя.